# Greatest Hits (Red Hot Chili Peppers 2003)
Greatest Hits è una compilation del gruppo musicale statunitense Red Hot Chili Peppers, pubblicata nel 2003. Pur non andando oltre la diciottesima posizione della Billboard 200, il disco ha comunque riscosso successo riuscendo a tornare in classifica all'inizio del 2012.

## Descrizione
Si tratta della prima raccolta del gruppo prodotta dalla Warner Bros. Records.
Il disco contiene gran parte dei singoli pubblicati dal gruppo tra il 1989 e il 2002 (e relativi video, tutti in un DVD allegato). Comprende anche gli inediti Fortune Faded e Save the Population.

## Tracce
Tutte le canzoni sono state scritte da Anthony Kiedis, Flea, John Frusciante e Chad Smith, eccetto dove indicato.
1. Under the Bridge – 4:35 – dall'album Blood Sugar Sex Magik, 1991
2. Give It Away – 4:47 – dall'album Blood Sugar Sex Magik
3. Californication – 5:32 – dall'album Californication, 1999
4. Scar Tissue – 3:38 – dall'album Californication
5. Soul to Squeeze – 4:52 – da Coneheads: Music from the Motion Picture Soundtrack, 1993
6. Otherside – 4:17 – dall'album Californication
7. Suck My Kiss – 3:38 – dall'album Blood Sugar Sex Magik
8. By the Way – 3:38 – dall'album By the Way, 2002
9. Parallel Universe – 4:31 – dall'album Californication
10. Breaking the Girl – 4:57 – dall'album Blood Sugar Sex Magik
11. My Friends – 4:11 (Anthony Kiedis, Flea, Dave Navarro, Chad Smith) – dall'album One Hot Minute, 1995
12. Higher Ground – 3:24 (Stevie Wonder) – dall'album Mother's Milk, 1989
13. Universally Speaking – 4:19 – dall'album By the Way
14. Road Trippin' – 3:28 – dall'album Californication
15. Fortune Faded – 3:23
16. Save the Population – 4:07

## Tracce del DVD
1. "Higher Ground"
2. "Suck My Kiss"
3. "Give It Away"
4. "Under the Bridge"
5. "Soul to Squeeze"
6. "Aeroplane"
7. "My Friends" (studio version).
8. "Around the World"
9. "Scar Tissue"
10. "Otherside"
11. "Californication"
12. "Road Trippin'"
13. "By the Way"
14. "The Zephyr Song"
15. "Can't Stop"
16. "Universally Speaking"

## Formazione
- Anthony Kiedis - voce
- John Frusciante - chitarra, cori
- Flea - basso
- Chad Smith - batteria
- Dave Navarro - chitarra (My Friends)